# Terranova da Sibari
Terranova da Sibari – miejscowość i gmina we Włoszech, w regionie Kalabria, w prowincji Cosenza.
Według danych na rok 2004 gminę zamieszkuje 5219 osób, 121,4 os./km².